# Klaus Zoephel
Klaus Zoephel   (Plauen, 16 de juliol de 1929 - Ingolstadt, 27 de gener de 2017). fou un director d'orquestra i compositor alemany.
Des de ben jove, durant la Segona Guerra Mundial, Klaus Zoephel va treballar com a organista en diversos llocs de la seva terra natal de Vogtland.
Després de graduar-se a la secundària, va estudiar música de 1948 a 1953 a les assignatures de direcció (amb Hermann Egon Bölsche), composició (Johannes Weyrauch i Wilhelm Weismann) i piano (Franz Langer) a la Universitat de Música i Arts Escèniques de Felix Mendelssohn Bartholdy a Leipzig. Abans d'acabar els estudis el 1953, se li va confiar la creació i la direcció de la recent fundada orquestra cultural estatal de la "Senftenberg Mining Association".
Després va treballar uns anys com a mestre de la banda de teatre (inclòs al Teatre Nacional Alemany de Weimar) i més tard com a director musical de l'Orquestra Cultural de l'estat de Mühlhausen a Turingia. Des de 1963 va treballar com a director titular de l'Orquestra de l'Estat a Pirna a prop de Dresden (orquestra simfònica) durant gairebé tres dècades. El 1970 va ser nomenat director musical.
Del 1965 al 1996 també va exercir com a professor de teoria de la música, direcció i interpretació de partitures a la Universitat de Música "Carl Maria von Weber" de Dresden. Els seus estudiants van incloure a Hans-Joachim Rotzsch, Udo Zimmermann, Wilfried Krätzschmar, Romely Pfund, Hans-Peter Kirchberg, Johannes Winkler, Christian Kluttig, Volker Hahn i Jörg Herchet. Gires de concerts i enregistraments de ràdio el van portar a nombroses orquestres nacionals i internacionals. També va sorgir amb èxit internacionalment com a compositor d'obres orquestrals i de cambra. Va rebre nombrosos honors i premis per la seva obra compositiva.
Klaus Zoephel estava casat amb la cantant i musicòloga d'òpera Anneliese Zänsler.